# 広州郵政博覧館

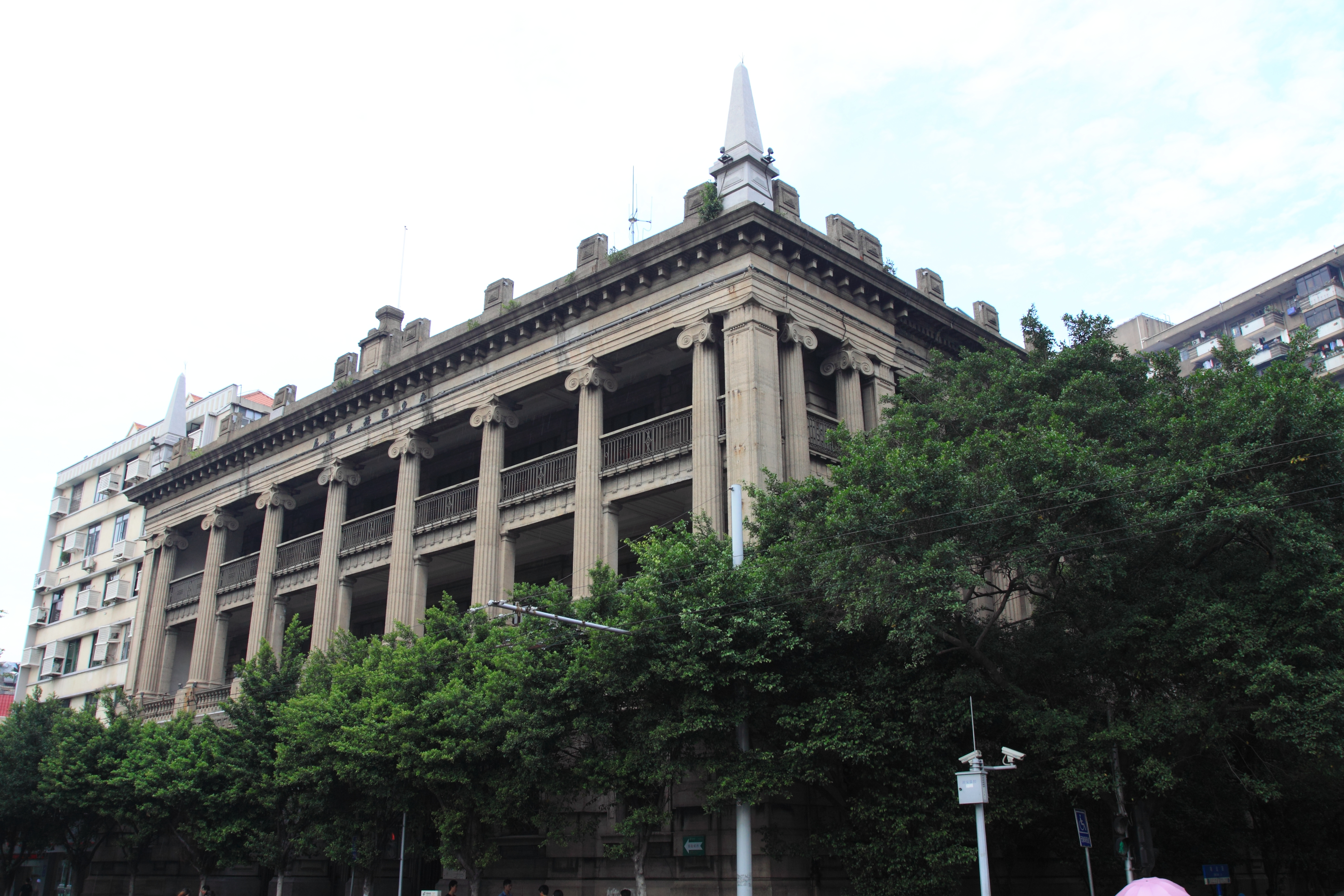
広州郵政博覧館

広州郵政博覧館位于中国广州市荔湾区にある歴史建築である。三階建ての建築であり、一階は郵便ショップ、二階は中国と広州の郵便史、三階は郵便事業の将来への展望についての展示スペースになっている。
ここにあった最初の郵便局は1912年の火事で全焼し、1916年に再建した。しかし、1938年の日中戦争でふたたび焼失し、1942年に元の外観で再建した。2002年に広東省文物保護単位に入選した。2024年にリニューアル工事に入ったため、一時休業しているが、2025年から再開する予定。